# Kenji Moriyama
Kenji Moriyama (japanisch 守山 健二 Moriyama Kenji; * 21. Juni 1991 in Yokohama) ist ein ehemaliger japanischer Fußballspieler.

## Karriere
Moriyama erlernte das Fußballspielen in der Jugendmannschaft vom FC Tokyo und der Universitätsmannschaft der Kanto-Gakuin-Universität. Seinen ersten Vertrag unterschrieb er 2014 bei YSCC Yokohama. Der Verein spielte in der dritthöchsten Liga des Landes, der J3 League. Für den Verein absolvierte er 24 Ligaspiele. 2017 wechselte er zum Nara Club. Für den Verein absolvierte er sechs Ligaspiele. 2018 wechselte er zum Matsue City FC. Für den Verein absolvierte er 12 Ligaspiele. Ende 2019 beendete er seine Karriere als Fußballspieler.